# Hans-Jürgen Wittkamp
Hans-Jürgen Wittkamp (Gelsenkirchen, 1947. július 23. –) német labdarúgó, hátvéd.

## Pályafutása

### Klubcsapatban
1965 és 1967 között az SpVgg Herten, 1967 és 1971 között a Schalke 04, 1971 és 1978 között a Borussia Mönchengladbach, 1978 és 1981 között az SpVgg Erkenschwick labdarúgója volt. 1981–82-ben az 1. FC Recklinghausen csapatában fejezte be az aktív játékot.
A Borussia együttesével három nyugatnémet bajnoki címet és egy kupagyőzelmet ért el. Egyszeres UEFA-kupagyőztes (1974–75) és döntős (1972–73) volt a csapattal. Tagja volt az 1976–77-es idényben BEK-döntős csapatnak, amelyik a döntőben 3–1-es vereséget szenvedett a Liverpooltól.

### A válogatottban
1969-ben egy alkalommal szerepelt a nyugatnémet U23-as válogatottban és egy gólt szerzett.

## Sikerei, díjai
Borussia Mönchengladbach
- Nyugatnémet bajnokság (Bundesliga)
  - bajnok (3): 1974–75, 1975–76, 1976–77
  - 2. (2): 1973–74, 1977–78
- Nyugatnémet kupa (DFP-Pokal)
  - győztes: 1973
- Bajnokcsapatok Európa-kupája (BEK)
  - döntős: 1976–77
- UEFA-kupa
  - győztes: 1974–75
  - döntős: 1972–73